# Bosjnjakovo
Bosjnjakovo (Russisch: Бошняково), is een plaats (selo; tot 2004 een nederzetting met stedelijk karakter) in het district Oeglegorski van de Russische oblast Sachalin, gelegen aan de westkust van Sachalin, aan de Tatarensont, op de plek waar de rivier Avgoeztovka hierin uitmondt. De plaats telt 1.584 inwoners (census 2002) en is vernoemd naar kozak Nikolaj Bosjnjak (1830-1899).
Bij de plaats wordt steenkool gewonnen (dagbouw) en er bevindt zich een zeehaven. Vroeger had het ook een smalspoorverbinding met de Sachalinspoorlijn (verbonden met Smirnych 61 kilometer oostelijker), maar nu is er alleen een wegverbinding meer naar het zuidelijker gelegen districtcentrum Oeglegorsk (via Lesogorsk; de weg R495) en via een B-weg naar het oostelijker gelegen plaatsen Belye Kljoetsji en Smirnych. Er bevindt zich tevens een tv-station, dat door 1 persoon wordt gerund.
De plaats bezat een wapenschild toen het nog een nederzetting met stedelijk karakter was.

## Haven
De haven is meestal bedekt met ijs van januari tot midden maart en wordt dan opengehouden met ijsbrekers. Grote zeeschepen worden buiten de haven afgehandeld met behulp van havenschepen. Schepen met een diepteligging tot 1,8 meter, een maximale lengte van 60 meter en maximale breedte van 12 meter worden in de haven zelf afgehandeld aan een van de 7 aanlegplaatsen. In de haven worden voornamelijk steenkool, hout en algemene goederen overgeslagen.
| 1968  | 1989  | 2002  |
| ----- | ----- | ----- |
| 5.400 | 3.626 | 1.584 |